# Pushover
Pushover, gelegentlich auch Push Over oder Push-Over geschrieben, ist ein Computer-Denkspiel aus dem Jahr 1992. Es wurde von Red Rat Software entwickelt und von Ocean vertrieben. Da es seit vielen Jahren nicht mehr kommerziell vermarktet wird, ist es Abandonware. Es existieren jedoch auch als Freeware angebotene Remakes des Spiels.
Das Spiel wurde in Kooperation mit dem Süßwarenhersteller Smith Snackfoods hergestellt; eine zentrale Rolle in Form einer Produktplatzierung spielt das mit Kartoffelchips vergleichbare Produkt Quavers dieses Herstellers. Das Spiel wurde im angelsächsischen Bereich teils auch als Werbespiel vertrieben. Auf dem deutschen Markt, auf welchem Smiths Snackfood nicht aktiv war, wurde es als Vollpreisprodukt gehandelt.

## Spielprinzip
Grundsätzlich geht es bei Pushover darum, in begrenzter Zeit eine Kettenreaktion aus Dominosteinen derart aufzubauen, dass ein bestimmter, in seiner Position fest vorgegebener, Stein als letzter umfällt und die Spielfigur den Level durch eine fest platzierte Tür verlässt. Der Spieler steuert dabei eine Ameise, die die Dominosteine auf dem Spielfeld herumtragen und letztendlich anstoßen kann. Das zweidimensional dargestellte Spielfeld ist je nach Level in mehrere Etagen und Plattformen unterteilt, zwischen denen sich die Ameise über Leitern oder durch Sprünge bewegen kann.
Anders als bei realen Domino-Kettenreaktionen existieren in Pushover verschiedene Steine mit besonderen, in der Realität oft unmöglichen, Eigenschaften. So gibt es zum Beispiel Steine, die nicht umkippen bzw. hinunterfallen, sondern aufsteigen. Andere Steine überschlagen sich mehrmals, explodieren bei Berührung, teilen sich, wenn ein anderer Stein auf sie fällt, kippen erst nach einer Verzögerung um, verschwinden beim Umkippen, können Lücken zwischen Abgründen überbrücken oder sind gänzlich unbeweglich. In den meisten Levels sind die regulären Steine deutlich in der Mehrzahl, während die Aktionssteine nur zur Komplettierung der Kettenreaktion eingesetzt werden.
Fast in jedem Level sind die meisten Steine bereits richtig gesetzt und der Spieler muss lediglich einige wenige Umstellungen vornehmen. In späteren Levels müssen auch nach dem Ingangsetzen der Kettenreaktion noch Steine umgestellt werden, was vom Spieler noch exaktere Planung seiner Bewegungen verlangt. In den letzten zehn Levels sind die Steine gar häufig nach ihrer Funktion sortiert und müssen großflächig umgestellt werden. Ist die Aufbauphase abgeschlossen, darf die Ameise ein einziges Mal einen Stein anstoßen. Ein Level gilt als gelöst, wenn alle Steine (außer den generell unbeweglichen) umgeworfen werden und der sogenannte Auslöser zuletzt umfällt. Außerdem dürfen keine Steine zerstört werden, was passiert, wenn ein Stein von oben auf einen anderen fällt, und die Ameise darf keinen Stein mehr in den Händen halten.
Gelingt dem Spieler die vollständige und fristgerechte Lösung eines Levels, erhält er dafür einen Token. Dessen Funktion besteht darin, innerhalb eines Levels zum Augenblick vor dem Anstoß zurückzukehren (bspw. um eventuelle Fehler in der Kettenreaktion zu beheben). Das Zeitlimit wird ebenfalls auf diesen Moment zurückgesetzt.
Zu jedem Level gibt es einen für diesen bestimmten fünfstelligen Code, damit man immer zu den Leveln springen kann, zu welchen man will. Nebenbei geht es noch darum, insgesamt 11 Packungen Quavers (in der SNES-Version: Geldschein-Pakete) zu finden und dem damaligen Werbemaskottchen des Produkts, einem Comichund, zu geben. Insgesamt hat Pushover 99 Level, die auf neun verschiedene Themenwelten wie Industriegebiet, Weltall und Kerker aufgeteilt sind. Hat man bestimmte Level, meist gegen Ende einer Themenwelt, gelöst, so erhält man eine solche Packung.
Nur wenn der Spieler alle Packungen erhalten hat, darf er am Ende noch einen Bonuslevel spielen, in dem alle Dominosteine wie regulär gelbe Steine aussehen. Im Spiel trägt der Level aufgrund der zweistelligen Begrenzung die Nummer „00“. Für diesen Level gibt es neben dem üblichen Levelcode zusätzlich einen, mit dem die Steine ihr normales Aussehen behalten.

## Rezeption
Beim Spielemagazin Power Play erhielt Pushover in der Ausgabe 9/92 eine Wertung von 81 %.